# USS Olympia (SSN-717)
Za druga plovila z istim imenom glejte USS Olympia.
USS Olympia (SSN-717) je jedrska jurišna podmornica razreda los angeles.